# TEM7型柴油机车
TEM7型柴油机车（俄语：ТЭМ7）是由苏联柳迪诺沃内燃机车制造厂设计制造的一种调车用柴油机车，也是苏联铁路第一种单机八轴柴油机车。

## 发展历史
1973年，柳迪诺沃内燃机车制造厂决定开发一种单机八轴的2000马力调车柴油机车，这种机车需要具有较大的牵引能力，牵引重量比普通的六轴调车机车，例如TEM1、TEM2型柴油机车，增加约40～50％，以满足在编组站和枢纽车站4000～6000吨重载货物列车调车和小运转作业需要，也可满足露天矿石场运输工作的需要。1975年，柳迪诺沃内燃机车制造厂试制了首两台TEM7型柴油机车，交付苏联铁路部门进行试验。
试验结果表明，TEM7型柴油机车比其他六轴调车机车拥有更大的整备重量和功率，能够在3‰的坡道上牵引6000吨重载列车完成编组与牵出作业。TEM7型柴油机车的动力学性能也令人意外，试验发现四轴转向架性能比传统的三轴转向架更优越，不但具有良好的曲线通过性能，能顺利通过曲线半径为80米的弯道，而且轮缘磨耗十分轻微。TEM7型柴油机车的成功改变了过去对八轴机车的偏见，也对苏联八轴机车的发展带来积极影响。
1988年，在TEM7型机车的基础上，柳迪诺沃内燃机车制造厂又研制了采用2-2Д49（12ЧН 26/26）型柴油机的TEM7A型柴油机车，牵引性能比TEM7型机车提高了15%。

## 技术特点
TEM7型柴油机车根据调车机车作业特点，采用外走廊结构的车架承载罩式车体。机车轴式为（Bo+Bo）-（Bo+Bo），机车走行部为两台中间构架式四轴转向架，每台四轴转向架由两台二轴转向架、一个中间构架组成，二轴转向架采用外吊杆与中间构架相连，车体上部全部重量通过8个滚柱旁承和二系弹簧悬挂装置，将载荷均匀地分配在前后两台四轴转向架上。二轴转向架通过用低位斜牵引拉杆机构向中间构架传递牵引力或制动力，再由中间构架通过长颈中心销向车体传递牵引力。
机车车体从前到后依次为蓄电池室、司机室、高压室、动力室、冷却室。司机室设有两组结构相同的主、副操纵台，以便司机选择任意一个方向操纵机车。高压室设有电气开关装置
、整流装置、牵引电机通风机、空气压缩机、燃油加热器及燃料油泵等设备。动力室在机车中部，安装了一套柴油发电机组，还装有励磁机及起动发电机等装置。冷却室内设有散热器和风扇。机车装用一台2-2D49型柴油机（2-2Д49），为12气缸、四冲程、废气涡轮增压的V型中速柴油机，装车功率2000马力。

## 参看
- TEM2型柴油机车
- ChME5型柴油机车
- TEP80型柴油机车
- TE136型柴油机车